# La Mirona
La Mirona és un espai cultural i una sala de concerts i espectacles al municipi de Salt (Girona). Es va inaugurar el desembre del 2001 i va començar la seva programació regular el 6 d'abril de 2002.
La mitjana de concerts programats ha anat augmentant en els darrers anys i actualment és de 115 concerts anuals, convertint-se en un dels espais de referència de la música popular a les comarques gironines i en la sala de concerts de l'àrea urbana de Girona.
El 2015, amb la pujada de l'IVA cultural al 21%, La Mirona va organitzar un concert nudista i, sota el lema "L'IVA cultural ens deixa en pilotes", va aconseguir fer despullar músics com Albert Pla, Gerard Quintana, Els Pets o Lax'n'Busto.
La Mirona disposa de dues sales, una amb capacitat per a fins a 1800 persones i la segona amb capacitat per a 450 persones. El setembre del 2016 amb motiu del 15è aniversari la sala va anunciar que batejaria la sala petita amb el nom de Joan Cardona "Ninyín", un dels músics fundadors de Sopa de Cabra i de l'antiga sala La Pontenca.
La sala té una relació estreta amb els principals festivals gironins, com el Black Music Festival, Temporada Alta o el Festival Strenes i s'ha convertit en una de les principals parades d'artistes nacionals, estatals i internacionals a comarques gironines.
L'octubre de 2012 es va celebrar el concert número 1.000 de la sala, amb una actuació especial de Manu Chao, i l'octubre del 2018, el concert 1.500, amb Rosendo.

## Premis
- Guanyador dels premis ARC 2014 a la "MILLOR PROGRAMACIÓ DE SALA DE CONCERTS"[8]
- La Mirona ha estat reconeguda en 7 ocasions amb el premi Enderrock a la millor sala de concerts de Catalunya, el 2004, 2005, 2006, 2009, 2013, 2015 i 2017.